# Diego Sinhue Rodríguez Vallejo
Diego Sinhue Rodríguez Vallejo (León, Guanajuato, 15 de noviembre de 1980) es un abogado y político mexicano. Fue gobernador de Guanajuato desde el 26 de septiembre de 2018 al 25 de septiembre de 2024. Es miembro del Partido Acción Nacional. 
También se ha desempeñado como diputado local de Guanajuato de 2010 a 2012, diputado federal de 2012 a 2015 y secretario de Desarrollo Social y Humano de Guanajuato de 2015 a 2017.

## Biografía
Diego Sinhue Rodríguez es licenciado en Derecho egresado de la Universidad De La Salle Bajío, tiene además estudios de maestría en Administración Pública en la Universidad de Guanajuato.
Miembro activo del PAN desde 2005, fue secretario de Organización del comité juvenil en León, y coordinador de capacitación en el Distrito 3 federal. 
De 2006 a 2009 fue regidor del Ayuntamiento de León encabezado por Vicente Guerrero Reynoso; y de 2010 a 2012 fue diputado al Congreso de Guanajuato. En este cargo fue presidente de la comisión de Desarrollo Urbano y Obra Pública; vocal de las comisiones de Derechos Humanos y Atención a Grupos Vulnerables; Gobernación y Puntos Constitucionales; y de Responsabilidades.
En 2012 fue elegido diputado federal en representación del Distrito 5 de Guanajuato a la LXII Legislatura que concluiría en 2015; en dicha legislatura se desempeñó como secretario de la comisión de Presupuesto y Cuenta Pública; y miembro de las de Relaciones Exteriores y de Vivienda.
Ocupó el cargo hasta el 12 de febrero de 2015 en que recibió licencia a su cargo y fue sustituido por su suplente, Viridiana Lizette Espino Cano.
El 17 de febrero del mismo año el gobernador Miguel Márquez Márquez lo nombró titular de la Secretaría de Desarrollo Social y Humano del estado de Guanajuato; renunció a dicho cargo el 31 de julio de 2017, en que anunció además su intención de buscar la candidatura del PAN a gobernador del estado en 2018.
El 7 de enero de 2018 se registró como precandidato del PAN a la gubernatura, siendo el único aspirante al cargo.
El 20 de enero de 2018 se registró ante el Instituto Estatal Electoral de Guanajuato como candidato a gobernador de la coalición ‘Por Guanajuato al Frente’ formada por los partidos PAN, PRD y MC.
Como resultado de la Elecciones estatales de Guanajuato de 2018, Diego Sinhué obtuvo en la Elección del 1 de julio de 2018 con la coalición ‘Por Guanajuato al Frente’ la cantidad de 1 millón 143 mil 049 votos, venciendo al candidato de MORENA, Ricardo Sheffield Padilla, lo que lo convirtió en el Gobernador Electo del Estado de Guanajuato del 26 de septiembre de 2018 al 25 de septiembre de 2024, esto consta en la Constancia de Mayoría que le fue otorgada por el Instituto Electoral del Estado de Guanajuato el 8 de julio de 2018.